# Damien Da Silva
Damien Da Silva (ur. 17 maja 1988 w Talence) – francuski piłkarz portugalskiego pochodzenia występujący na pozycji obrońcy w australijskim klubie Melbourne Victory FC. Wychowanek Bordeaux, w trakcie swojej kariery grał także w takich zespołach, jak Chamois Niortais, Châteauroux, Rouen, Clermont Foot, Caen oraz Rennes. Młodzieżowy reprezentant Francji.